# Noah Syndergaard
Noah Seth Syndergaard, kallad Thor, född den 29 augusti 1992 i Mansfield i Texas, är en amerikansk professionell basebollspelare som spelar för Philadelphia Phillies i Major League Baseball (MLB). Syndergaard är högerhänt pitcher.
Syndergaard har tidigare spelat för New York Mets (2015–2019 och 2021) och Los Angeles Angels (2022). Han har tagits ut till MLB:s all star-match en gång.

## Karriär

### Major League Baseball

#### Toronto Blue Jays
Syndergaard draftades av Toronto Blue Jays 2010 som 38:e spelare totalt direkt från high school och redan samma år gjorde han proffsdebut i Blue Jays farmarklubbssystem. Efter 2012 års säsong var han en del av en stor bytesaffär mellan Blue Jays och New York Mets, där bland andra R.A. Dickey gick i motsatt riktning.

#### New York Mets

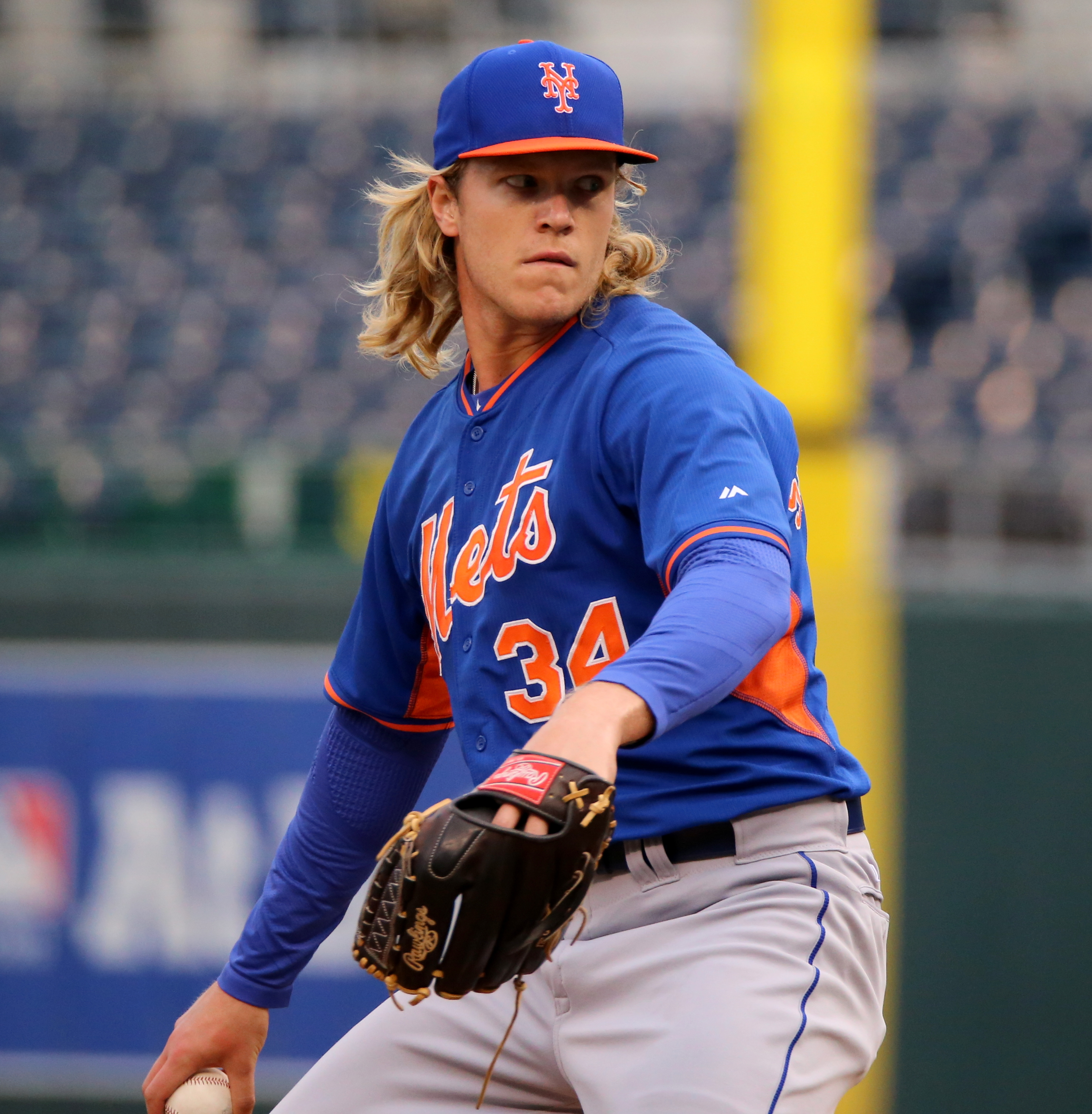
Syndergaard i träning under World Series 2015.

Syndergaard fortsatte att klättra uppåt i systemet och debuterade i MLB den 12 maj 2015. Den säsongen startade han under grundserien 24 matcher för Mets och var 9–7 (nio vinster och sju förluster) med en earned run average (ERA) på 3,24 och 166 strikeouts på 150,0 innings pitched. Mets gick till World Series, men förlorade mot Kansas City Royals. Syndergaard kom efter säsongen fyra i omröstningen till National Leagues (NL) Rookie of the Year Award. Året efter togs han för första gången ut till MLB:s all star-match, men kunde inte delta på grund av skada. Han spelade 31 matcher under säsongen, varav 30 starter, och var 14–9 med en ERA på 2,60 och 218 strikeouts på 183,2 innings pitched. I slutspelet startade han National League Wild Card Game (NLWC) mot San Francisco Giants, och gjorde det mycket bra. Giants vann dock med 3–0 efter att Syndergaard bytts ut.
Under 2017 års säsong var Syndergaard skadad nästan hela säsongen och pitchade bara sju matcher, där han var 1–2 med en ERA på 2,97. Även under 2018 hade han vissa skadeproblem, men kunde starta 25 matcher och var 13–4 med en ERA på 3,03 och 155 strikeouts på 154,1 innings pitched.
Den 2 maj 2019 kastade Syndergaard en shutout och slog själv en homerun som gav matchens enda poäng. Bara sex pitchers i MLB:s historia hade lyckats med den bedriften, den senaste 1983. Syndergaard var under 2019 10–8 med en ERA på 4,28, hans klart sämsta dittills under karriären. Vidare hade han 202 strikeouts på 197,2 innings pitched. Han tillät flest "förtjänta" poäng (earned runs) i NL (94).
Under försäsongsträningen 2020 fick Syndergaard problem med höger armbåge, och det konstaterades att han hade slitit av ett ligament, vilket krävde en så kallad "Tommy John"-operation. Han missade hela 2020 års säsong, som var kraftigt förkortad på grund av covid-19-pandemin. Hans comeback sköts fram flera gånger och först i slutskedet av 2021 års säsong, i slutet av september, kunde den ske. Efter säsongen blev han free agent för första gången.

#### Los Angeles Angels
Inför 2022 års säsong kom Syndergaard överens med Los Angeles Angels om ett ettårskontrakt värt 21 miljoner dollar, den högsta årslön klubben dittills hade gett en pitcher. I början av augusti trejdade Angels honom till Philadelphia Phillies i utbyte mot Mickey Moniak och Jadiel Sánchez. Han hade då startat 15 matcher och var 5–8 med en ERA på 3,83 och 64 strikeouts på 80,0 innings pitched.